# تپه و محوطه چشمه کبود
تپه و محوطه چشمه کبود مربوط به عصر مفرغ - دوره ساسانیان است و در شهرستان چرداول، بخش هلیلان، دهستان هلیلان، ۸۰۰ متری شرق روستای مهدیه واقع شده و این اثر در تاریخ ۲۶ اسفند ۱۳۸۶ با شمارهٔ ثبت ۲۲۱۵۱ به‌عنوان یکی از آثار ملی ایران به ثبت رسیده است.